# 野馬秀
《野馬秀》（英語：Eddie Murphy Raw）是一部1987年美國單口喜劇電影，由勞勃·湯森德執導，艾迪·墨菲主演兼編劇。電影拍攝自紐約市麥迪遜廣場花園葫蘆劇場。與前部電視單口喜劇電影《艾迪·墨菲：精神错乱》（1983年）不同，《野馬秀》在院線廣泛發行；1987年12月18日在美國上映，總票房超過5000萬美元，成為史上票房最高的單口喜劇音樂會電影。

## 演員（開場片段）
- 艾迪·墨菲飾演他自己
- 塔緹亞娜·艾莉飾演艾迪的妹妹（小品）
- 迪昂·瑞許曼飾演小艾迪（小品）
- 比莉·艾倫飾演艾迪的姨媽
- 山繆·傑克森飾演艾迪的叔叔（小品）
- 金·韋恩斯飾演受訪粉絲（未掛名）

## 發行
《野馬秀》1987年12月18日在美國院線上映。該片最初被美國電影協會評為「X級」，但片方為了獲得「R級」，對墨菲的表演進行了多次刪減。
本片以5050萬美元的總票房超越《理查德·普赖尔：日落道现场》，成為票房收入最高的表演電影。
片中出現了223次「fuck」一詞，創下了當時院線上映的長篇電影中「fuck」次數最多的紀錄（超越《疤面煞星 》）；此紀錄直到1990年才被《盜亦有道》打破。

## 外部連結
- 互联网电影数据库（IMDb）上《野馬秀》的资料（英文）
- 爛番茄上《野馬秀》的資料（英文）